# Nanteuil-sur-Aisne
Nanteuil-sur-Aisne är en kommun i departementet Ardennes i regionen Grand Est (tidigare regionen Champagne-Ardenne) i nordöstra Frankrike. Kommunen ligger  i kantonen Rethel som ligger i arrondissementet Rethel. År 2022 hade Nanteuil-sur-Aisne 149 invånare.

## Befolkningsutveckling
Antalet invånare i kommunen Nanteuil-sur-Aisne
Referens: INSEE